# Arrondissement administratif d'Ypres
L'arrondissement administratif d'Ypres (en néerlandais et officiellement Ieper ; en flamand occidental Yper) est un des huit arrondissements administratifs de la province de Flandre-Occidentale en Région flamande (Belgique). Il a une superficie de 553,72 km2 et possède une population de 108 129 habitants.
L'arrondissement est aussi un arrondissement judiciaire qui comprend également une partie de l’arrondissement administratif de Roulers.

## Histoire
L’arrondissement fit son apparition en 1800 comme le troisième des quatre arrondissements (en 1800) du département de la Lys.

## Communes et leurs sections

### Communes
- Heuvelland
- Langemark-Poelkapelle
- Messines (Mesen)
- Poperinge
- Vleteren
- Wervik
- Ypres (Ieper)
- Zonnebeke

### Sections
- Beselare
- Bikschote
- Boezinge
- Brielen
- Dikkebus
- Dranouter
- Elverdinge
- Geluveld
- Geluwe
- Hollebeke
- Kemmel
- Krombeke
- Langemark
- Loker
- Messines (Mesen)
- Neuve-Église (Nieuwkerke)
- Oostvleteren
- Passendale
- Poelkapelle
- Poperinge
- Proven
- Reningelst
- Roesbrugge-Haringe
- Sint-Jan
- Vlamertinge
- Voormezele
- Watou
- Wervicq (Wervik)
- Westouter
- Westvleteren
- Woesten
- Wijtschate
- Wulvergem
- Ypres (Ieper)
- Zandvoorde
- Zillebeke
- Zonnebeke
- Zuidschote

## Démographie
- Source:Statbel - De:1806 à 1970=recensement de la population au 31 décembre; depuis 1980= population au 1er janvier[1]